# Solid (KDE)
Solid è una struttura di KDE 4, l'ultima versione dell'ambiente grafico KDE, per la gestione dell'hardware. Il funzionamento è simile a quello di Phonon in quanto l'hardware non viene gestito direttamente ma viene messa a disposizione un'API con cui sfruttare soluzioni già esistenti. La soluzione precedente usa HAL, NetworkManager e BlueZ.